# 石井裕之 (放送作家)
石井 裕之（いしい ひろゆき、1970年 - ）は、神奈川県出身の放送作家。

## 人物
18才の1年間に3回の交通事故に遭ったことをきっかけに上京。コント台本を放送作家の前田昌平にアポなしで手渡しに行ったことから放送作家業を開始。

## 主な担当番組
- 二軒目どうする?〜ツマミのハナシ〜
- 新説!所JAPAN→所JAPAN
- AI・DOLプロジェクト
- 佳代子の部屋〜真夜中のゲーム会議〜
- 板尾壇（談）
- 待機!無理スカポリス
- ウソのような本当の瞬間!30秒後に絶対見られるTV
- えりぬきアイドルがその場で調べるニュースの結論（略して）バラ売り
- モデルプレスナイト
- NMB48村瀬紗英の麻雀ガチバトル!さえぴぃのトップ目とったんで!

## 過去の担当番組（レギュラー）
- キャンパスナイトフジ
- アッコにおまかせ!
- アリケン
- 炎の体育会TV
- ヤンヤンJUMP
- ABChanZoo
- スマホのトリセツ
- ぷれミーヤ!
- 世界陸上応援プロジェクト「ちょい陸」
- はじめての一枚
- チェック!ザ・No.1
- 砂羽と可奈子があの街の美味しいギャップ大発見!「だけど食堂」
- くらべるくらべらー
- 井の中のカワズ君
- エンタの神様（※芸人付き構成）
- TVチャンピオン
- おはスタ!
- 撮りッたがり決死隊 トッターマンDS
- 地球調査船アメディゾン
- ド短期ツメコミ教育!豪腕!コーチング!!
- 世界を変える100人の日本人! JAPAN☆ALLSTARS
- 好きか嫌いか言う時間
- NMB48須藤凜々花の麻雀ガチバトル! りりぽんのトップ目とったんで!

## 過去の担当番組（特番）
- 爆笑!いいね動画シアター
- 世界の怖い夜!
- 世界で働くお父さん
- 超決定的瞬間
- さまぁ～ず100 ～100題の大喜利に挑戦～
- 運命のドラフト「お母さんありがとう」
- シティボーイズ「じょうずなワニの捕まえ方？」
- お笑い処方箋
- 危険生物ベスト100
- SUGOI日本人
- 今夜は芸人が超本気!最強デュエット歌合戦
- 芸人魂ガチレース
- 笑いの花道
- 芸能界ホラ吹きバトル「ビッグマウス」
- アナタ才能アルカモネ
- しのぶ・まさみshow'05 恋してラララ

## 脚本
- 映画『タバコイ〜タバコで始まる恋物語〜』（2012年、TBS）
- 沖縄映画祭出品 T・S・Y（タイムスリップヤンキー）

## その他
- 松竹芸能・お笑い養成所講師
- レプロエンタテインメント・バラエティ番組対策講師
- 東京ゲームショウ
- ダイナミック通販ＤＶＤ（監督：古屋雄作）
- アメリカザリガニ単独ライブ「略奪と愛」
- みうらじゅんの「ゆるキャラ王選手権」

| スタブアイコン | サブスタブ | この項目は、まだ閲覧者の調べものの参照としては役立たない、文人（小説家・詩人・歌人・俳人・作詞家・作家・放送作家・随筆家（コラムニスト）・文芸評論家）に関連した書きかけの項目です。この項目を加筆・訂正などしてくださる協力者を求めています（P:文学/PJ:作家）。 |